# OzoneTV
Az OzoneTV műsora régebben a környezettudatos nézőknek szólt. A csatorna készítői arra keresték a választ, hogy hogyan alkalmazkodhatunk az egyre jobban fogyó forrásainkhoz, életterünkhöz, miközben kutatjuk a lehetőségeket, miképpen védhetjük meg mindannyiunk életterét, a bolygót. Napjainkban inkább már férfiakat megcélzó adó, környezetvédelmi tematikájától teljes egészében eltávolodott.
A csatorna hangja Ozone Networkként Varga Rókus, 2017-től 2020-ig Széles Tamás, 2020 márciusától júniusáig Dénes Tamás volt. Jelenlegi csatornahangja Bodrogi Attila, a CBS Reality egykori bemondója 2012-től 2016-ig, néhány ajánló azonban a LifeTV hangjával Kiss Mártival készül.

## Története
A csatornát először 2009. július 24-én levédették, a szlogenjét pedig november 20-án védették le a Szellemi Tulajdon Nemzeti Hivatalánál. A csatorna 2009. szeptember 28-án, a LifeNetworkkel egyidőben kezdte el adását. A csatorna első arculatát a Simon Says stúdió tervezte. Első arculatváltása 2011. április 1-jén volt, majd 2013. február 25-én volt a második.
A TV kínálatában kezdetben dokumentumfilmek, öko-reality sorozatok, utazós műsorok és napi beszélgetős műsor is megtalálhatóak voltak. Manapság már inkább üzleti reality-ket és autós műsorokat sugároz. Manapság a csatorna eredeti tematikájára: a környezetvédelmre a Hogyan készül? Megmutatjuk! és az Ozone Utazás című sorozatok ismétlései utalnak rá.
Jelenlegi nevét 2017. május 1. óta vette fel, előtte OzoneNetwork néven sugárzott.
2018. január 11-től az Atmedia értékesíti a LifeTV és az OzoneTV csatornák reklámidejét, korábban az RTL Saleshouse látta el ezt a feladatot.
2019. november 6-án "levédették" a mostani logóját, 2020. március 2-ától a csatorna új logót és arculatot kapott. Az új logóban a második „O” betű egy földgömb lett. Az arculatot a Play Dead tervezte.
2021. november 16-án a Progress Media Hungary Kft.-hez került a csatorna. 2022. június 27-én létszámleépítés történt: távozott Hajdú Péter vezérigazgató és a csatorna összes műsorvezetője, ezen kívül megszűntek a csatorna saját gyártású műsorai is. A vezérigazgató pozíciót Szabó Péter volt terjesztési igazgató vette át.
2023. augusztus 2-án bekerült a DIGI kábeles kínálatába, az eddigi műholdas vétel mellé, az augusztus 1-jén megszűnt FIX TV helyére. 

## Saját gyártású műsorai
- Az univerzum legerősebb emberei ifj. Fekete Lászlóval
- Észak-Dél
- Hogyan készül? Megmutatjuk!
- Ozone Univerzum
- Ozone Utazás
- Ökovilág
- Rejtélyek nyomában
- SportVerda Electric
- Titokzatos Magyarország

## Logói

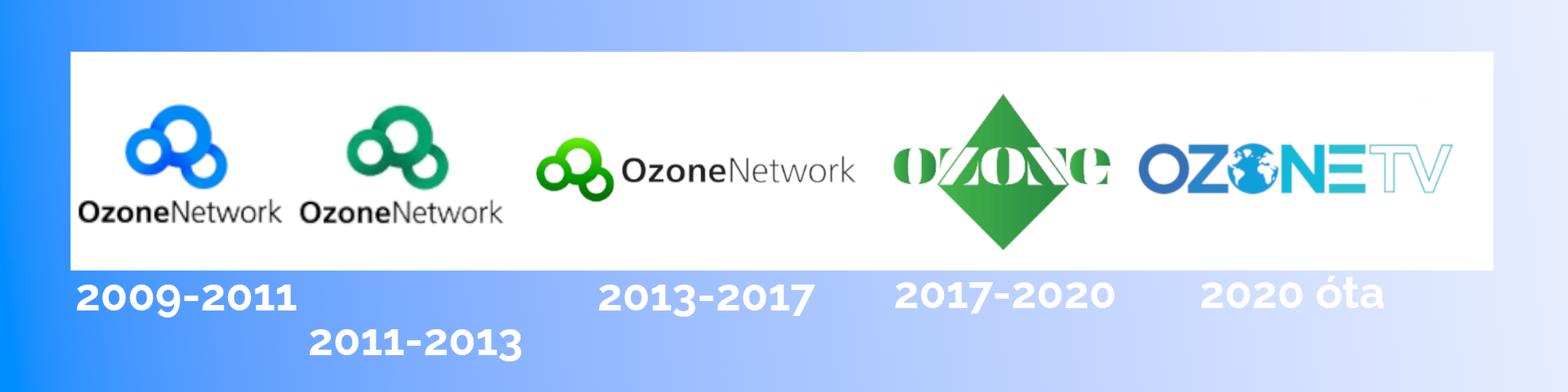